# Диакоптон
Диакопто́н (греч. Διακοπτόν) — малый город в Греции, на севере Пелопоннеса. Входит в общину (дим) Эйялию в периферийной единице Ахее в периферии Западной Греции. Население 2183 жителя по переписи 2011 года. Город расположен на побережье Коринфского залива, недалеко от устья реки Вурайкос. Железная дорога с шириной колей 750 мм была построена в 1885 году и связала Диакоптон с Калавритой. Также через город проходит старая национальная дорога 8 Афины — Коринф — Патры. Новая национальная дорога 8а проходит в 1 км южнее города. Диакоптон расположен в 40 км восточнее Патр и в 15 км к юго-востоку от Эйона.

## Сообщество Диакоптон
В общинное сообщество Диакоптон входят 4 населённых пунктов. Население 2252 жителя по переписи 2011 года. Площадь 31,998 квадратного километра.
| Наименование | Население (2011), человек |
| ------------ | ------------------------- |
| Диакоптон    | 2183                      |
| Каливитис    | 2                         |
| Керница      | 13                        |
| Лофос        | 54                        |

## Население
| Год  | Население, человек |
| ---- | ------------------ |
| 1991 | 2041               |
| 2001 | 2047               |
| 2011 | ↗ 2183             |

## Уроженцы
- Дионисис Папаянопулос (1912—1984) — греческий актёр.